# Trailliaedoxa gracilis
Trailliaedoxa gracilis är en måreväxtart som beskrevs av William Wright Smith och George Forrest. Trailliaedoxa gracilis ingår i släktet Trailliaedoxa och familjen måreväxter. Inga underarter finns listade i Catalogue of Life.